# Jazz (album)
Jazz este un album din 1978 al trupei Queen. A fost al șaptelea album de studio al formației. Diversitatea de stiluri muzicale de pe album a fost lăudată de unii însă criticată de asemenea. Albumul a fost subiectul unui articol din revista Rolling Stone în care Dave Marsh spunea că "Queen ar putea fi primul grup rock fascist". Albumul s-a clasat pe locul 6 în Billboard 200.
Trupa a intenționat să vândă albumul cu un poster ce prezenta o femeie goală participând la o cursă de ciclism, imagine folosită ulterior pentru promovarea single-ului "Fat Bottomed Girls". În SUA acest lucru nu a fost posibil dar o versiune mai mică a posterului este prezentă pe box setul Crown Jewels.
Roy Thomas Baker s-a reunit temporar cu Queen, devenind producătorul lor pentru acest album. Trecuseră 3 ani de când acesta fusese co-producător la A Night At The Opera din 1975. Jazz a fost ultimul album pe care Baker l-a co-produs pentru formație.
A fost primul album Queen produs în afara Marii Britanii din cauza taxelor.
Coperta albumului a fost sugerată de Roger Taylor care văzuse desene asemănătoare pe Zidul Berlinului.

## Lista pieselor
1. "Mustapha" (Freddie Mercury) (3:01)
2. "Fat Bottomed Girls" (Brian May) (4:16)
3. "Jealousy" (Mercury) (3:14)
4. "Bicycle Race" ( Mercury ) (3:01)
5. "If You Can't Beat Them" (John Deacon) (4:15)
6. "Let Me Entertain You" (Mercury) (3:01)
7. "Dead on Time" (May) (3:23)
8. "In Only Seven Days" (Deacon) (2:30)
9. "Dreamer's Ball" (May) (3:30)
10. "Fun It" ( Roger Taylor) (3:29)
11. "Leaving Home ain't Easy" (May) (3:15)
12. "Don't Stop Me Now" (Mercury) (3:29)
13. "More of that Jazz" (Taylor) (4:16)

## Single-uri
- "Bicycle Race"/"Fat Bottomed Girls" (1978)
- "Don't Stop Me Now" (1979)
- "Mustapha" (1979)
- "Jealousy" (1979)

## Componență
- Freddie Mercury - voce, pian, voce de fundal
- Brian May - chitare acustice și electrice, voce, voce de fundal
- Roger Taylor - tobe și percuție,  chitară electrică, voce, voce de fundal, bas
- John Deacon - chitare bas, electrice și acustice